# Engin de franchissement de l'avant
Pour les articles homonymes, voir EFA.
Un engin de franchissement de l'avant (EFA) est un véhicule utilisé par les unités du génie de l'armée française. On peut l'utiliser comme pont (en déployant plusieurs en série, au besoin) ou comme bac et transbordeur. Il est construit depuis 1989 par la Chaudronnerie et Forges d'Alsace (Cefa) situé à Soultz-sous-Forêts dans le Bas-Rhin

## Caractéristiques

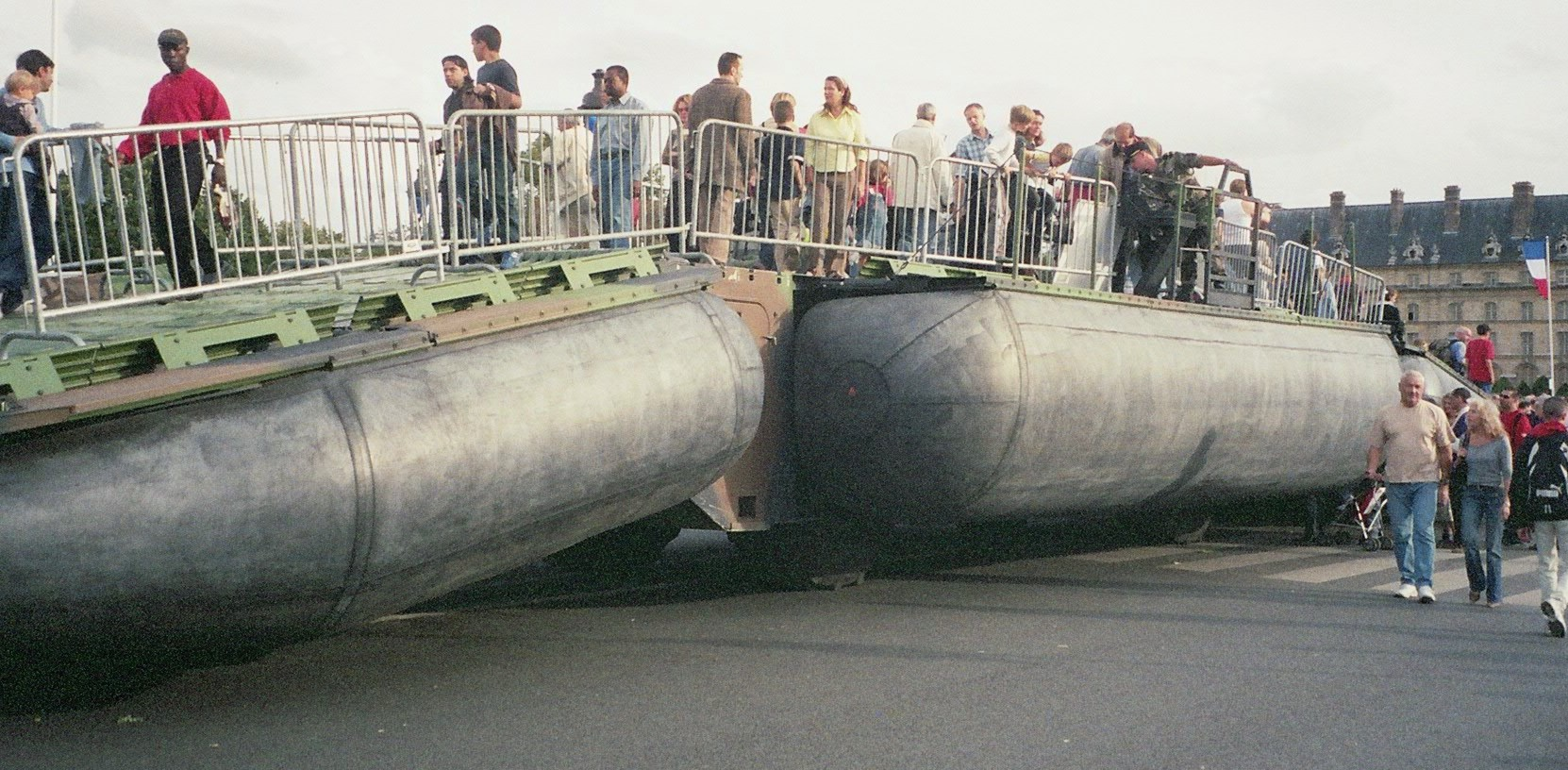
Un EFA en formation pont.

L'EFA comprend une coque contenant la cabine de l'équipage, la salle des machines, les essieux et un compartiment arrière, 2 rampes articulées, 2 volets supports de flotteurs et un poste de pilotage aquatique amovible.
Un seul EFA, en version bac avec une longueur de 34,55 sur une surface de chargement de 96 m2 est prêt en moins de 5 min pour le transbordement d'un char de combat de 70 tonnes ou deux chars moyens. Il est en mesure d'effectuer en une heure 10 à 12 traversées pour une coupure de 100 m et 8 à 10 traversées pour une coupure de 200 m. 2 EFA accouplés en portière permettent l'emport d'un véhicule de classe 150, un pont flottant avec 4 EFA par exemple offre en moins de 10 min une capacité de franchissement de 100 m de long avec un débit estimé de 200 véhicules/h.
L'EFA a la particularité d'être à la fois amphidrome - chargement et déchargement du véhicule s'effectuant en marche avant - et polyvalent - pouvant être utilisé en moyen discontinu (bac) ou continu (pont).
L'équipage est composé de 4 personnes :
- 1 chef d'engin
- 1 conducteur
- 1 pilote
- 1 homme d'équipage

## Prédécesseur
L'EFA est l'héritier du premier bac automoteur : le pont Gillois inventé en 1955 par le général et ingénieur militaire français Jean Gillois (né à Châteaubriant en 1909) et fabriqué par la société allemande EWK, qui peut, par accouplement, former un pont flottant. Le bac Gillois, qui est entré en service dans l'armée française à partir de 1965, a été successivement adopté par les armées américaine, britannique et allemande.

## Vedette de pontage
Les vedettes de pontage sont utilisées pour assurer la sécurité lors des manœuvres. Dix vedettes F2 construites par la société CEFA sont perçues à partir de décembre 2014.

## Utilisateurs
- Émirats arabes unis : Contrat pour dix exemplaires, de plus de 60 millions d'euros, signé en 2006[4] pour des EFA X1 motorisé avec des MTU Friedrichshafen de 760 ch[5]. Livraison à partir de septembre 2008[6]
- France: trente-neuf unités depuis 1989, en service actif depuis 1993. Au 31 décembre 2013, trente exemplaires sont en service d'une moyenne d'âge de 25 ans[7]. Ils sont affectés aux unités suivantes :
  - 3e régiment du génie,
  - 6e régiment du génie,
  - 19e régiment du génie,
  - École du génie,
  - Parc d'entraînement de Champagne.

Les trois sections EFA sont dotées en théorie de 4 groupes de 2 engins soit 8 EFA par régiment. Dans la pratique, il semblerait en 2014 qu'il n'y ait que 4 EFA par régiment, le reste étant réparti entre l'École du génie, le Parc d'Entraînement et le Maître d'Ouvrage Industriel du contrat de mise en condition opérationnelle.
- Ukraine : Annonce le 30 septembre 2023 d'une livraison prochaine de 8 EFA d'occasion[9].